# 奧蔭眼蝶
奧蔭眼蝶（學名：Neope oberthueri）是屬於蛺蝶科眼蝶亞科的一種蝴蝶，是蔭眼蝶屬的一種。分佈於老撾和中國四川、雲南、陝西，模式產地為四川峨眉山。出沒於林區，常在房屋墻壁、屋簷下棲息。

## 外型
翅膀呈黃褐色，翅面亞外緣有隱約可見的眼斑，前翅亞外緣有一個白點。前翅翅底亞外緣有3個黑斑，圍有黃環斑，中室有不規則的黃黑相間花紋，後翅翅底亞外緣有8個眼斑，又有灰白相間的條紋。

## 亞種
- N. o. oberthueri - 指名亞種
- N. o. qiqia Talbot, 1947 - 分佈於雲南[3]
- N. o. yangbiensis C.L. Li, 1995

## 腳註
1. ↑  Leech, 1891. New Species of Rhopalocera from North-west China Entomologist 24 (Suppl.) : 24
2. ↑  許家珠、魏煥志、賴平芳. . 中國: 陝西科學技術出版社. 2010年6月. ISBN 9787536947801 （中文（简体））.
3. ↑  Huang, 2002 Some new satyrids of the tribe Lethini from China Atalanta 33 (3/4) （页面存档备份，存于）: 361, pl. 19, f. 3, 7

## 外部連結
- 维基共享资源上的相關多媒體資源：奧蔭眼蝶
- 維基物種上的相關：奧蔭眼蝶
- Neope oberthueri （页面存档备份，存于） - funet.fi
- Neope oberthueri （页面存档备份，存于） - Check List of Butterflies in Indo-China